# أقصر الفوقاني (اسكجور)
أقصر الفوقاني هو دُوَّار يقع بجماعة تامكروت، إقليم زاكورة، جهة درعة تافيلالت في المملكة المغربية. ينتمي الدوّار لمشيخة اسكجور التي تضم 10 دواوير. يقدر عدد سكانه بـ 403 نسمة حسب الإحصاء الرسمي للسكان والسكنى لسنة 2004.

## روابط خارجية
- البوابة الوطنية للجماعات الترابية
- المندوبية السامية للتخطيط